# Vangaži
Vangaži (niem. Wangasch) – miasto na Łotwie, leżące w historycznej krainie Liwonia w novadsie Ropaži. 4109 mieszkańców (2004).